# Oreopanax trifidus
Oreopanax trifidus är en araliaväxtart som beskrevs av Borchs. Oreopanax trifidus ingår i släktet Oreopanax och familjen Araliaceae. Inga underarter finns listade.